# Cecina
|  | Per a altres significats, vegeu «Cecina (desambiguació)». |

El Cecina és un riu d'Itàlia, a la Toscana. Té 74 km de llargada i recull les aigües d'una conca de 731 km².
Després del seu naixement a la província de Grosseto corre de sud a nord i entra a la província de Siena per Radicondati, i canvia el curs cap a l'oest; després passa a la província de Pisa i desaigua a la mar Tirrena. Rep les aigües dels rierols Sterza, Tossa i Pavona.
El seu nom antic era Caecina. El mencionen Plini el Vell i Pomponi Mela, que diuen que passava pel territori de Volterra entrava a la mar Tirrena prop d'una població anomenada Vada Volaterrana, on probablement hi havia un port. El cognomen romà de la família Cecina, d'origen etrusc i procedents de Volterra estaria relacionat amb el nom d'aquest riu.
El militar i poeta grec en llengua llatina, Michele Marullo Tarcaniota, el 10 d'abril de l'any 1500 després de visitar a Volterra a l'humanista Raffaele Maffei, va morir ofegat en tractar de travessar aquest riu a cavall amb la seva armadura completa.